# Avguštin Lah (geograf)
‎‎Avguštin Lah, slovenski partizan, geograf, profesor in politik, * 8. september 1924, Lenart v Slovenskih goricah, † november 2010.
Lah je leta 1961 diplomiral na Filozofski fakulteti v Ljubljani in prav tam 1964 tudi doktoriral. Kot srednješolec je bil aprila 1942 zaprt, septembra 1943 je odšel v partizane. Po končani drugi svetovni vojni se je zaposlil v industriji in javni upravi. Leta 1952 je postal ravnatelj gimnazije v Kamniku, kjer je ostal do leta 1958.
Po odhodu iz Kamnika je delal v družbeno političnih organizacijah. Leta 1961 je postal predavatelj, 1964 pa izredni profesor na FSPN v Ljubljani. V letih 1968 do 1969 je bil direktor Cankarjeve založbe. V letih 1969 do 1974 je bil predsednik kulturno-prosvetnega zbora zvezne skupščine Socialistična federativna republika Jugoslavija, 1974 do 1978 pa podpredsednik Izvršnega sveta Skupščine SRS in od 1975 do 1980 predsednik Republiškega komiteja SRS za varstvo okolja.
Dr. Lah se je ukvarjal z varstvom okolja, politično in gospodarsko geografijo, še prav posebej z gospodarsko geografijo SFRJ. Ukvarjal pa se je tudi z idejnimi vprašanji geografije, z agrarno geografijo in geografijo držav v razvoju.